# Létricourt
Létricourt és un municipi francès situat al departament de Meurthe i Mosel·la i a la regió del Gran Est. L'any 2007 tenia 223 habitants.

## Demografia

### Població
El 2007 la població de fet de Létricourt era de 223 persones. Hi havia 80 famílies, de les quals 16 eren unipersonals (4 homes vivint sols i 12 dones vivint soles), 20 parelles sense fills i 44 parelles amb fills.
La població ha evolucionat segons el següent gràfic:
Habitants censats

### Habitatges
El 2007 hi havia 89 habitatges, 77 eren l'habitatge principal de la família, 5 eren segones residències i 7 estaven desocupats. 85 eren cases i 4 eren apartaments. Dels 77 habitatges principals, 65 estaven ocupats pels seus propietaris, 9 estaven llogats i ocupats pels llogaters i 3 estaven cedits a títol gratuït; 2 tenien dues cambres, 4 en tenien tres, 21 en tenien quatre i 50 en tenien cinc o més. 54 habitatges disposaven pel capbaix d'una plaça de pàrquing. A 25 habitatges hi havia un automòbil i a 46 n'hi havia dos o més.

## Economia
El 2007 la població en edat de treballar era de 133 persones, 111 eren actives i 22 eren inactives. De les 111 persones actives 108 estaven ocupades (58 homes i 50 dones) i 3 estaven aturades (1 home i 2 dones). De les 22 persones inactives 6 estaven jubilades, 9 estaven estudiant i 7 estaven classificades com a «altres inactius».

### Ingressos
El 2009 a Létricourt hi havia 79 unitats fiscals que integraven 251,5 persones, la mediana anual d'ingressos fiscals per persona era de 18.090 €.

### Activitats econòmiques
Dels 4 establiments que hi havia el 2007, 1 era d'una empresa de construcció, 1 d'una empresa d'informació i comunicació i 2 d'empreses de serveis.
L'únic servei als particulars que hi havia el 2009 era un electricista.
L'any 2000 a Létricourt hi havia 4 explotacions agrícoles.

## Equipaments sanitaris i escolars
El 2009 hi havia una escola maternal integrada dins d'un grup escolar amb les comunes properes formant una escola dispersa.

## Poblacions més properes
El següent diagrama mostra les poblacions més properes.